# Marion Schwarzwälder
Marion Schwarzwälder (* 16. Mai 1954 in Villingen im Schwarzwald) ist eine deutsche Musikerin und Schriftstellerin.

## Leben
Marion Schwarzwälder studierte Germanistik und Pädagogik an der Universität Heidelberg; sie schloss dieses Studium mit dem Magistergrad ab. Anschließend absolvierte sie eine Musikausbildung zur Saxophonistin. Von 1981 bis 1984 lebte sie auf den Kanarischen Inseln, wo sie in einer Band und als Begleitmusikerin in einer
Theatergruppe spielte. Seit 1984 ist sie in Berlin ansässig. Dort war sie von 1986 bis 1998 Mitglied des „Mago-Saxophon-Trios“ und arbeitete mit dem Komponisten Gottfried Klier zusammen. Sie tritt bei Konzerten und Lesungen auf, komponiert Filmmusik und ist Lehrerin für Saxophon an der Musikschule Spandau in Berlin-Spandau.
Neben ihren Aktivitäten als Musikerin veröffentlicht Marion Schwarzwälder Kriminalromane, Essays und Reiseberichte. Sie ist Mitglied der Autorengruppe „Das Syndikat“ und des Netzwerks „Mörderische Schwestern“.

## Werke
- Trio Berlin, Frankfurt am Main 1996
- Tod nach Noten, Frankfurt am Main 1997
- Backstage, Reinbek bei Hamburg 2004
- Zero, Reinbek bei Hamburg 2005